# Hemisturmia
Hemisturmia – rodzaj muchówek z rodziny rączycowatych (Tachinidae).

## Wybrane gatunki
- H. carcelioides Townsend, 1927[1]
- H. parva (Bigot, 1889)[1]
- H. scissilis (Reinhard, 1962)[1]